# Vahvanen (sjö i Rautalampi, Norra Savolax)
Vahvanen är en sjö i Finland. Den ligger i kommunen Rautalampi i landskapet Norra Savolax, i den centrala delen av landet, 270 km norr om huvudstaden Helsingfors. Vahvanen ligger 97,3 meter över havet. Den är 27 meter djup. Arean är 5,44 kvadratkilometer och strandlinjen är 31,78 kilometer lång. Sjön  ingår i Kymmene älvs huvudavrinningsområde.   I omgivningarna runt Vahvanen växer i huvudsak blandskog. Den sträcker sig 5,3 kilometer i nord-sydlig riktning, och 2,7 kilometer i öst-västlig riktning.
I övrigt finns följande i Vahvanen:
- Kortesaari (en ö)
- Suokannassaari (en ö)

I övrigt finns följande vid Vahvanen:
- Vahvalahti (en vik)